# مقدمة كتاب

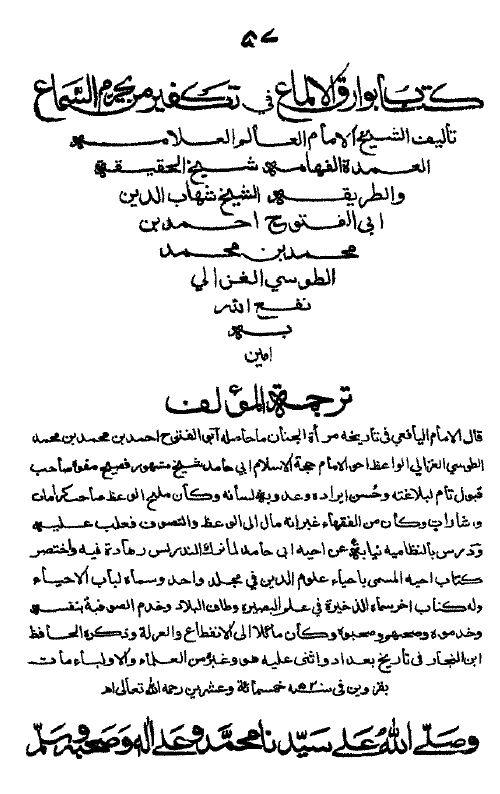
الشكل التقليدي المثلث للمقدمة كما في جل المخطوطات

مقدّمة(1) الكتاب هي جزء افتتاحي يُمهِّد فيه المؤلّف لموضوع الكتاب، ويقدِّم فيه للقارئ معلومات أساسية تساعده على فهم السياق العام للعمل، وأهدافه، وبنيته المنهجية. تُعدّ المقدمة تقليدًا أدبيًا أصيلًا في مختلف الثقافات،  في التراث العربي تُسمّى «المقدّمة»،(1) أو «خطبة الكتاب»، وقد تسمّى أحيانًا «التمهيد» أو «الديباجة» أو «الافتتاح».
تؤدي المقدمة أدوارًا عدّة، من أبرزها: توضيح الغرض من الكتاب، وبيان المنهج الذي اتبعه المؤلف، والإشارة إلى المصادر التي اعتمد عليها، وكذلك التنبيه إلى صعوبات التأليف إن وُجدت. كما تُستخدم المقدمة أحيانًا لشكر من أسهموا في إنجاز العمل، أو لإهدائه إلى جهة معينة، وقد يُذكر فيها تاريخ الانتهاء من الكتابة، ومكانها، وتفصيلات تتعلّق بسياق التأليف التاريخي أو الشخصي.
في الثقافة الإسلامية، اتخذت مقدمة الكتاب طابعًا يَغلب عليه الافتتاح بحمد الله، والصلاة على النبي محمد ﷺ،(2) ثم الانتقال إلى سبب التأليف وبيان أهميته. وقد تطورت هذه المقدمة عبر العصور، فصارت في بعض المؤلفات الكبرى (كالكتب الفقهية والموسوعية) مدخلًا منهجيًا شاملاً يعرض فيه المؤلف خطة الكتاب وتقسيمه التفصيلي.
مع تطوّر صناعة النشر الحديثة، أصبحت مقدمة الكتاب قسمًا ثابتًا يُدرج في الصفحة التمهيدية، وتُفصَل عادة عن «جدول المحتويات» و«الفهرس»، ولها طابع تحريري خاص يختلف عن أسلوب متن الكتاب.

## التاريخ
عُرفت المقدمات منذ أقدم العصور بصور شتى، في الفلسفة اليونانية، فلم تُعرف المقدمات بوصفها قسمًا منفصلًا، إذ تبدأ حوارات أفلاطون بالسرد المباشر، بينما تتضمن مصنفات أرسطو مقدمات عقلية مكثفة، كما في التحليلات الثانية، حيث يفتتح ببيان منهجه وطبيعة البرهان منذ السطور الأولى. ومع الرومان، بدأ يظهر نمط من المقدمات الأقرب إلى الرسائل، حيث تمتزج المقدمات بالتواصل الشخصي والتبرير الذاتي.
وفي التقليدين اليهودي والمسيحي، تطورت المقدمات في سياق لاهوتي وروحي، كما في افتتاح اعترافات أوغسطين، حيث يبدأ المؤلف دعاءً طويلًا تتخلله تأملات فلسفية عن الله والخلق والغاية من الوجود.
أما في الحضارة الإسلامية، فقد تميزت المقدمات ببنية منهجية متماسكة، ظهرت ملامحها الأولى منذ القرن الثاني للهجرة في رسائل عبد الله بن المقفّع، الذي قال في مطلع ترجمته لـكليلة ودمنة: «وقد رأيت أن أترجم هذا الكتاب عن الفارسية إلى العربية لما فيه من الفائدة، ولأن الناس إلى مثله محتاجون». ومع نضج التأليف العلمي، استقرت عناصر المقدمة في مصنفات الفقه والحديث واللغة، متضمنة: الحمدلة، والصلاة على النبي، وذكر سبب التصنيف، وشرح المنهج، والدعاء، وأحيانًا الإهداء أو الاعتذار.
ويُعد ابن خلدون (ت. 808 هـ) من أبرز من تجاوز الوظيفة التقليدية للمقدمة، إذ افتتح كتابه بمقدمة طويلة أصبحت نصًّا تأسيسيًّا لعلم جديد هو علم العمران. وقد قال في مطلعها: «أما بعد، فإن فنّ التاريخ من الفنون التي تتداولها الأمم... فيه عبرة للمعتبر، وموعظة للمستبصر».
في العصر الحديث، تطورت مقدمة الكتاب بوصفها أداة تحليلية، كما في مقدمة Novum Organum لفرانسيس بيكون، التي صاغ فيها مشروعًا نقديًّا شاملًا للمعرفة القديمة، ودعا إلى اعتماد منهج تجريبي قائم على الاستقراء. ومنذ القرن التاسع عشر، تفرعت المقدمات في الغرب إلى أنواع متعددة، منها المقدمة التحليلية، والمقدمة التفسيرية، والمقدمة التقديمية التي يكتبها غير المؤلف (Introduction, Preface, Foreword).